# Pterolophia dohertyana
Pterolophia dohertyana là một loài bọ cánh cứng trong họ Cerambycidae.